# Impairment test
Impairment test is in het Nederlands 'onderzoek op bijzondere waardevermindering'. Dit onderzoek wordt door bedrijven uitgevoerd om na te gaan of goodwill of (im)materiële vaste activa een bijzondere waardevermindering hebben ondergaan, met andere woorden, om vast te stellen of de waarde in de boekhouding nog steeds een getrouw beeld geeft van de werkelijke waarde. 
Op grond van International Accounting Standard (IAS) 36 is een entiteit verplicht om op elke verslagdatum te beoordelen of er een indicatie is, ook wel triggering event genoemd, die wijst op een mogelijke bijzondere waardevermindering van een actief.
Voor de impairment test wordt een vorm van de discounted cash flow (DCF) methode gebruikt. Op basis van de huidige omzet die met die activa worden gegenereerd, maakt de directie van een onderneming schattingen over de verwachte omzetgroei, de marges als proxy voor de verwachte kasstroom en de disconteringsvoet. Tegen dit laatste percentage worden de waarden van de toekomstige kasstromen teruggerekend naar het heden. Voor de disconteringsvoet wordt veelal de weighted average cost of capital (WACC) gebruikt. Het zijn allemaal schattingen waardoor uiteenlopende uitkomsten mogelijk kunnen zijn.
Vanwege dit laatste punt, moet de onderneming in de toelichting voldoende informatie geven over de gehanteerde methode, zodat de gebruiker van de jaarrekening een goed begrip krijgt over de uitkomst. Verder schrijven de boekhoudregels een bestendige gedragslijn voor, als eenmaal voor een bepaalde manier voor de impairment test is gekozen, dan moet het bedrijf deze consistent gebruiken. Dit mede om de uitkomsten te kunnen vergelijken over de jaren. Een gevoeligheidsanalyse, dit geeft de waardeverandering aan als een variabele in de formule wordt aangepast, biedt extra informatie.
Wanneer de uitkomst van de impairment test duidt op een lagere waarde dan in de boekhouding staat vermeld, dan is het bedrijf verplicht deze lagere waarde te gebruiken. Dit betekent een afschrijving op het actief die ten laste van het resultaat gaat. Een hogere waarde kan leiden tot een opwaardering van het actief, maar dit is niet toegestaan als het goodwill betreft.

## Twee praktijkvoorbeelden

### IFF
International Flavors and Fragrances (IFF) is een Amerikaanse fabrikant van geur- en smaakstoffen en is snel gegroeid door middel van overnames. Het rapporteert de resultaten op basis van US GAAP. In 2022 bleek uit de impairment test dat de reële waarde (fair value) van een bedrijfsonderdeel lager was dan de boekwaarde en IFF schreef US$ 2,25 miljard af op de geactiveerde goodwill. Voor de de berekening voor de fair value werd de DCF-methode gehanteerd met veronderstelling voor omzetgroei, brutowinst- en EBITDA-marges en de disconteringsvoet. Deze veronderstellingen waren gebaseerd op de meest actuele gegevens waarover het bedrijf beschikte, maar werden niet gekwantificeerd in de toelichting. Als triggering events werden genoemd lagere omzetgroeiverwachtingen en de negatieve ontwikkeling van macro-economische factoren als inflatie, gestegen rente en wisselkoersveranderingen.

### Just Eat Takeaway
Op 16 juni 2021 nam het Nederlandse Just Eat Takeaway het Amerikaanse bedrijf Grubhub over. De activiteiten waren goed vergelijkbaar, maar met Grubhub werd Just East ook actief in de Verenigde Staten. De overname werd betaald in aandelen Just Eat met een waarde van € 4,8 miljard. De goodwill van € 3,4 miljard werd geactiveerd op de balans. Hierbij werden hoge veronderstellingen gehanteerd voor de verwachte omzetgroei en kasstroom, die ook zijn gekwantificeerd (zei tabel in de kolom met jaar 2021). Onverklaard is de hoge taxatie voor de aangepaste EBITDA marge van 27,0% terwijl in 2021 de gerealiseerde marge marginaal negatief was. In 2022 was de marge verbeterd naar 2,3%, maar nog altijd veel lager dan de aangepaste marge van 19,3%.
De uitbraak van de coronapandemie was een triggering event, en nog meer specifiek, er kwam een plafond op de kosten die aan Amerikaanse klanten in rekening mocht worden gebracht voor de levering. Dit plafond lag fors onder het niveau wat Ghubhub voor die tijd in rekening had gebracht. De financiële vooruitzichten van de nieuwe activiteit verslechterden, de verwachte omzetgroei zwakte af, de geplande kasstroom verschraalde en de disctonteringsvoet steeg. Al deze elementen leidden in 2022 tot een forse afschrijving van de goodwill met € 2,7 miljard en 2023 werd de goodwill helemaal tot nul afgeschreven. Grubhub werd in januari 2025 weer verkocht.
In de onderstaande tabel zijn deze ontwikkelingen samengevat:
| Omschrijving                                        | 2021  | 2022  | 2023  |
| --------------------------------------------------- | ----- | ----- | ----- |
| Goodwill Grubhub op balans Just Eat (per jaareinde) | 3421  | 694   | 0     |
| Afschrijving op goodwill                            | 0     | 2727  | 694   |
| Veronderstellingen:                                 |       |       |       |
| Gemiddelde omzetgroei jaar 1 t/m 5                  | 10,2% | 12,3% | 7,2%  |
| Idem jaar 6 t/m 10                                  | 6,3%  | 4,2%  | 4,7%  |
| Idem daarna                                         | 2,0%  | 2,0%  | 2,1%  |
| Aangepaste EBITDA marge                             | 27,0% | 19,3% | 13,5% |
| Disconteringsvoet (WACC vóór belastingen)           | 10,3% | 14,7% | 13,6% |